# Pere Nolasc
Pere Nolasc (francès: Pierre)  (Mas Santas Puèlas, c. 1180 - Barcelona, 6 de maig de 1256) fou un mercader, fundador de l'Orde de la Mercè. És venerat com a sant per l'Església catòlica.

## Biografia
Pere Nolasc era mercader a Barcelona. El 1203 iniciava a València una obra de redempció de captius: amb el seu propi patrimoni organitzava expedicions per a negociar l'alliberament de cristians presoners dels musulmans. En aquell temps eren molts els cristians que eren capturats i venuts com a esclaus pels musulmans, com a resultat de la pirateria i les incursions de pirates als pobles costaners; habitualment, els presoners eren portats al nord d'Àfrica, on eren venuts com a esclaus o esperaven el pagament d'un rescat.
La seva condició de comerciant li facilita l'obra; quan se'ls va acabar els diners formen grups per a recaptar l'almoina per als captius. La nit de l'1 al 2 d'agost de 1218 se li va aparèixer la Verge i li va demanar que fundés una orde que es dediqués a la redempció de captius. Juntament amb Ramon de Penyafort, creà l'Orde de Nostra Senyora de la Mercè el 10 d'agost de 1218, amb el consentiment del rei Jaume I.
El papa Gregori IX la va aprovar el 1235 i va donar-los la regla de Sant Agustí. Estava composta per religiosos i cavallers que van rebre la institució canònica del bisbe de Barcelona i la investidura militar de Jaume I. Els mercedaris pronunciaven quatre vots: pobresa, castedat, obediència i un quart pel qual havien d'«estar disposats a lliurar-se com a ostatges si aquest fos l'únic mitjà de complir la seva promesa», és a dir a lliurar-se com a ostatges si no obtenien els diners necessaris per al seu rescat. Els mercedaris, durant els primers anys de funcionament de l'orde, en vida del seu fundador, van aconseguir alliberar prop de quatre mil captius.

## Veneració
Pere Nolasc va ser canonitzat el 1628 i la seva festa se celebra el 6 de maig.

## Iconografia
Se'l representa amb barba i vestint l'hàbit blanc dels mercedaris (molt sovint amb l'escut d'aquest orde religiós a l'alçada del pit). Els seus atributs són un estendard (en un pal llarg de doble travesser) i unes cadenes o grillons trencats que simbolitzen l'alliberament dels captius. A vegades també porta un llibre que simbolitza el llibre de la regla de l'orde que va fundar i apareix juntament amb un captiu agenollat al seu costat.
Molt sovint es troba representat juntament a d'altres sants pertanyents a l'orde de la Mercè com Sant Ramon Nonat, Sant Pere Ermengol o Santa Maria de Cervelló.
Un dels episodis més destacats de la seva hagiografia és l'escena de l'aparició de la Mare de Déu que va donar lloc a la fundació de l'orde de la Mercè (on apareix conjuntament amb sant Ramon de Penyafort i el rei Jaume I)
Obresː 
- Imposició de la Casulla a Sant Pere Nolasc i altres relleus del retaule del convent de La Mare de Déu de la Mercè de Valladolid, obra de Pedro de la Cuadra de 1599 (Museu Nacional d'Escultura, Valladolid)
- Sant Pere Nolasc embarcant per anar a redimir captius, pintura de Francisco Pacheco de cap a 1600 (Museu de Belles Arts de Sevilla). Del mateix autorː Desembarcament de captius redimits per Sant Pere Nolasc, obra pertanyent a la Reial Acadèmia Catalana de Belels Arts de Sant Jordi dipositada al MNAC.[5]
- Zurbarán va pintar l'any 1629 un conjunt de quadres representant episodis de la seva vida per al convent dels Mercedaris de Sevilla. Aquest conjunt inclou la Visió de Sant Pere Nolasc i Sant Pere s'apareix a Pere Nolasc, actualment al Museu del Prado.
- Sant Pere Nolasc, de Gaspar de Crayer. Pintura de cap a 1655. (Museu del Prado)[6]
- Aparició de la Mare de Déu de la Mercè a Sant Pere Nolasc, pintura d'Alonso del Arco 1682 (Museu del Prado)[7]
- Sant Pere Nolasc, pintura de Jusepe Martínez (Museu de Saragossa)
- Aparició de la Mare de Déu a Pere Nolasc, Ramon de Penyafort i Jaume I, pintura de José Risueño de finals del segle xvii (Museu de Belles Arts de Granada)
- Sant Pere Nolasc amb un captiu agenollat als seus peus, escultura de Paolo Campi en una fornícula de la nau de la Basílica de Sant Pere del Vaticà (1742)
- Múrcia. Escultura a la façana de l'església conventual de la Mercè (1713)
- Pintures murals del cambril de l'església del monestir de Santa Maria del Puig, obra de Josep Vergara (1781)
- Sant Pere Nolasc, escultura de Ramon Amadeu de començaments del segle xix (MNAC)[8]

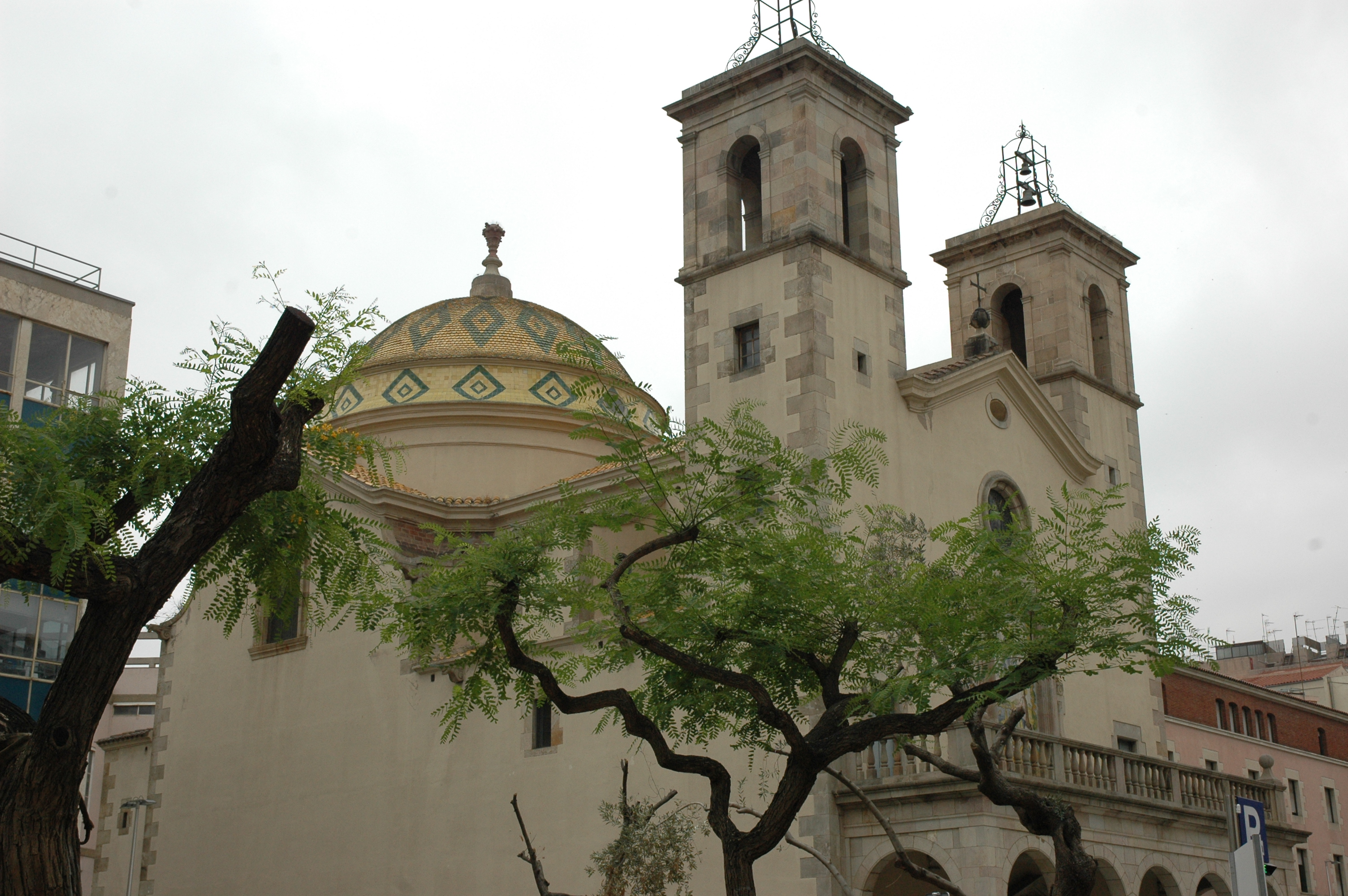
La Parròquia de Sant Pere Nolasc al Raval de Barcelona, antic convent mercedari.
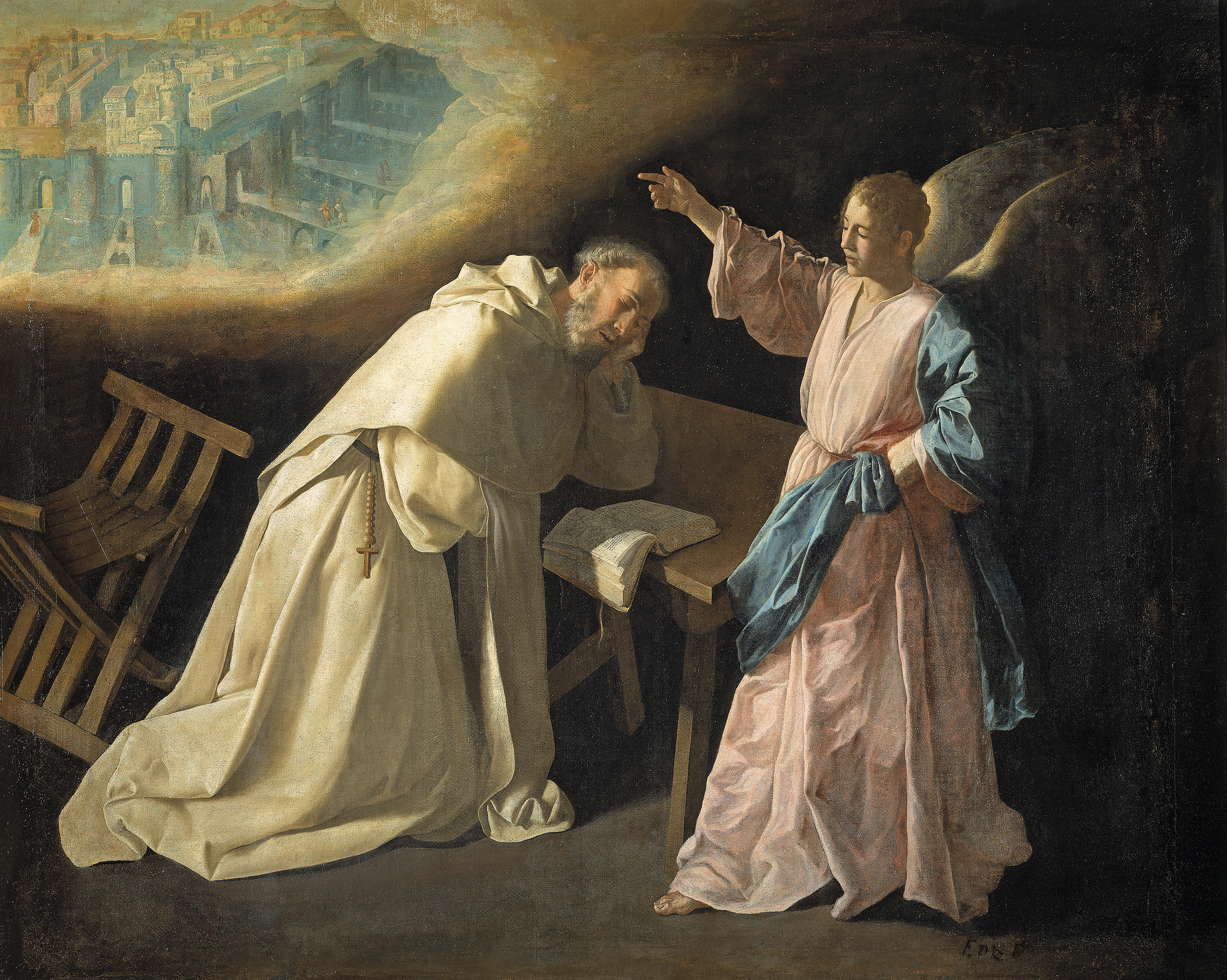
Visió de Sant Pere Nolasc per Zurbarán (1629) (Madrid, Museo del Prado).
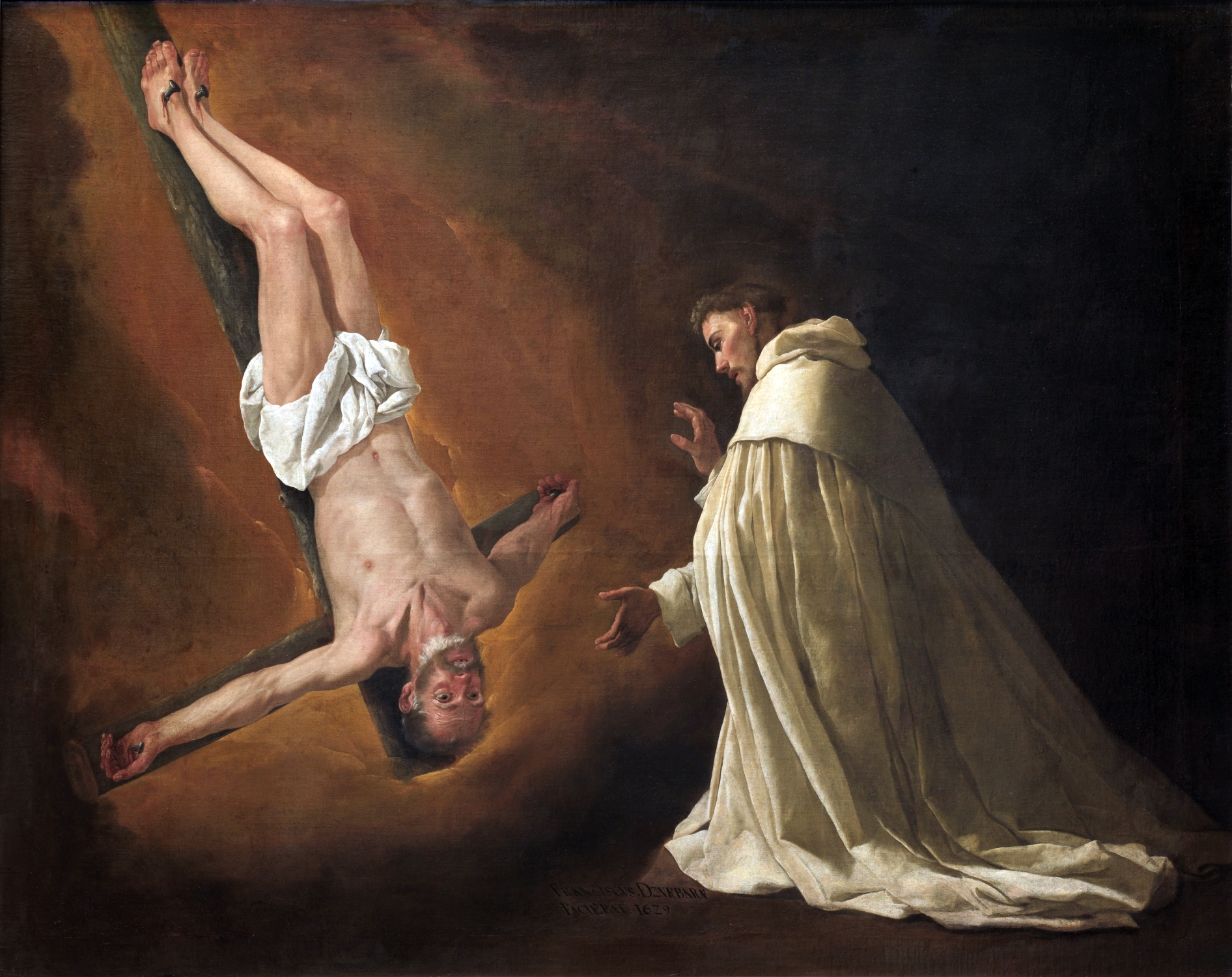
St. Pere s'apareix a Pere Nolasc, per Zurbarán (1629) (Madrid, Museo del Prado).